# Rover T-series
Rover T16 je benzínový řadový čtyřválcový motor s přímým vstřikováním a rozvodem DOHC vyráběný automobilkou Rover v letech 1992 - 1999. Jednalo se o vývojový model z řady M-series (M16), což byl nástupce řady O-series, která byla vyvinuta z motoru BMC B-series, který se využíval k pohonu automobilů MG B a mnoha dalších. Bylo vyrobeno několik variant pro různé modely, ale všechny měly stejné parametry. Atmosféricky plněná varianta dosahovala výkonu 136 koní (101 kW) a varianty s přeplňováním byly k dispozici s výkonem 180 a 200 koní (134 a 149 kW).
Zatímco motor sám o sobě je schopen velkého výkonu, jeho omezujícím faktorem byla převodovka PG1 od firmy Powertrain Ltd. Ta totiž nedokázala zvládnout vyšší točivý moment a v důsledku toho je motor na výstupu elektronicky omezen na nižší točivý moment, než kterého by byl schopen, což dává motoru velmi „plochou“ celkovou křivku točivého momentu.

## Využití

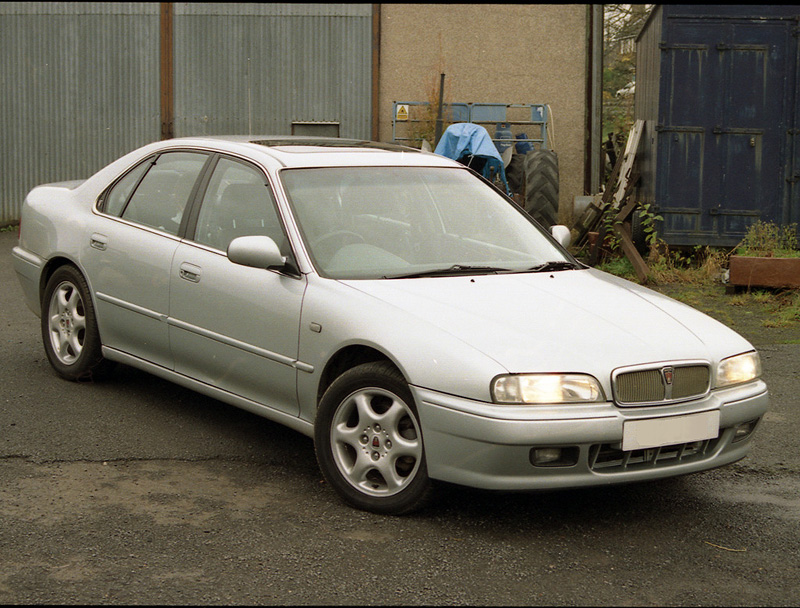
Rover 620ti

Motor byl využit k pohonu modelů Rover 620ti, Rover 220 Coupé Turbo a Rover 820 Vitesse. Byl mimo to osazen i v omezených sériích 3dveřových hatchbacků Rover 220 ve verzi GTi a později GSi a v modelech Rover 420 GSI turbo a GSI Sport turbo. Motor je také populární díky možnosti zástavby do jiných vozidel ve sportovní úpravě vyráběných Roverem pod značkou MG jako je např. MG ZR, MG ZS atd. Může být přizpůsoben i pro pohon zadních kol pomocí převodovky Rover LT77 nebo R380.
Motory bez turbodmychadla se osazoval i do krátce vyráběného a obecně nedoceněného modelu Land Rover Discovery 2.0i. Automobilka Land Rover je však montovala do speciální edice modelu Defender objednaných a postavených pro italské Carabinieri, kteří provozovali vozový park poháněný výhradně benzínovými motory. Vývojové vozidlo bylo také vyrobeno s využitím přeplňované verze motoru, který výkonově dalece překonával sériové verze s motory Rover V8, nicméně v obchodní strategii pro vozidla Land Rover pro něj nebyl nalezen žádný prostor.